# Mporoga
Mporoga är ett vattendrag i Burundi.   Det ligger i provinsen Ngozi, i den norra delen av landet, 80 kilometer nordost om huvudstaden Bujumbura.
Omgivningarna runt Mporoga är en mosaik av jordbruksmark och naturlig växtlighet. Runt Mporoga är det tätbefolkat, med 427 invånare per kvadratkilometer.